# Les Bois assassins
Pour plus de détails, voir Fiche technique et Distribution.
Les Bois assassins est un téléfilm franco-belge réalisé par Anne Fassio d'après un scénario d'Éloïse Tibet-Zanini et diffusé pour la première fois en Belgique le 11 février 2024 sur La Une.
Cette fiction est une coproduction de Cameron's, France Télévisions, Be-FILMS et la Radio-télévision belge de la Communauté française (RTBF),.

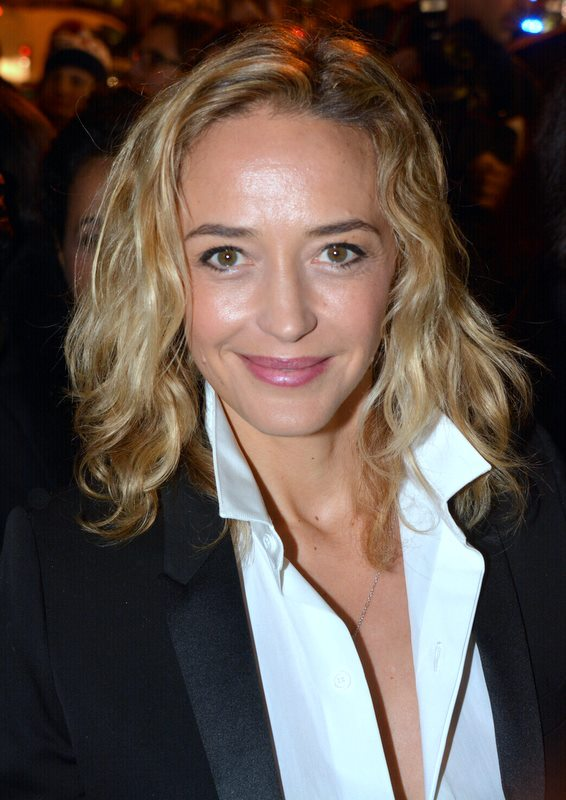
Hélène de Fougerolles.

## Synopsis
Un cadavre est découvert dans une forêt des Cévennes, avec une balle logée en pleine tête. La lieutenante Gaëlle Thomas, de la gendarmerie, doit mener l'enquête avec le capitaine Malik Dahmani, de la police judiciaire de Paris qui a quelques soucis avec l'IGPN.
Certains, dans la vallée, accusent Maya, la « fille des bois », une jeune femme solitaire et rebelle qui vit dans la forêt, connectée à la nature.
Gaëlle loge Malik dans un chalet isolé dans les bois : une nuit, Maya vient y voler de la nourriture…

## Fiche technique
- Titre français : Les Bois assassins
- Réalisation : Anne Fassio[1],[3],[4]
- Scénario : Éloïse Tibet-Zanini[3],[4]
- Musique : Samuel Narboni[3],[4]
- Décors : Virginie Verdeaux
- Costumes : Fabienne Menguy
- Photographie : Bruno Degrave
- Son : Pierre-Antoine Coutant et Emmanuelle Villard
- Montage : Joël Jacovella
- Montage son : Alexandre Hernandez et François Fayard
- Production : Grégory Cantien
- Sociétés de production : Cameron's, France Télévisions, Be-FILMS et la RTBF[1],[2]
- Pays de production :  France /  Belgique
- Langue originale : français
- Format : couleur
- Genre : policier, thriller[4]
- Durée : 90 minutes[4]
- Dates de première diffusion :
  - Belgique : le 11 février 2024 sur La Une[2],[5],[6]
  - Suisse : le 1er mars 2024 sur RTS Un
  - France : le 9 mars 2024 sur France 3[7],[8],[9]

## Distribution
- Hélène de Fougerolles : lieutenante Gaëlle Thomas, de la Gendarmerie nationale
- Soufiane Guerrab : capitaine Malik Dahmani, de la police judiciaire de Paris
- Raïka Hazanavicius : Maya, la « fille des bois »
- Aurélien Vacher : gendarme Ludovic Franchet
- David Ayala : Nathanaël Chazal
- Sylvie Orcier : Jeanne Guérin, la mère de Maya
- Olivier Bonjour : Vincent Privat
- Edwina Zadjermann : Pauline Astruc, gérante du food truck
- Corneliu Dragomirescu : Brice Teyssier, la victime
- Clément Bertani : Lucas Giordano, le contremaître qui a trouvé le corps de Brice Teyssier
- Anne Fassio : infirmière de l'hôpital psychiatrique
- Thomas Landbo : Sven Thomas, le mari de Gaëlle
- Patrick Rocca : André Teyssier, le père de la victime

## Production

### Genèse et développement
Inspiré de faits réels, le scénario de ce téléfilm, dont le titre initial était Les Âmes fauves, est de la main d'Éloïse Tibet-Zanini ; la réalisation est assurée par Anne Fassio,,,,,.
La production est assurée par Grégory Cantien pour la société de production Cameron's,,.

### Attribution des rôles
Le rôle principal incombe à Hélène de Fougerolles, qui confie : « C'était un bon galop d'essai, ce personnage. J'ai bien pu m'entraîner ! Aujourd'hui, tout m'épanouit en même temps. J'arrive toujours à trouver le côté merveilleux des choses. J'adore mon métier, mais je ne travaille que six mois par an… pas plus, hein ! Comme ça, j'ai le temps de m'occuper de ma fille, Shana, qui a la vingtaine et qui est autiste, et de faire en sorte qu'elle soit le plus heureuse possible, trouver les bons endroits et les bonnes personnes pour l'accompagner. J'ai beaucoup de chance ».
La réalisatrice Anne Fassio interprète le rôle d'une infirmière de l'hôpital psychiatrique où Maya est internée.

### Tournage
Le tournage se déroule du 2 au 31 octobre 2023 dans les Cévennes et en Île-de-France,,,.

## Accueil

### Diffusions et audience
En Belgique, le téléfilm, diffusé le 11 février 2024 sur La Une, est regardé par 324 458 téléspectateurs et se classe premier en termes d'audience.
En France, diffusé le 9 mars 2024 sur France 3, il est regardé par 3 834 000 téléspectateurs et se classe premier en termes d'audience.

### Accueil critique
Pour la RTBF, le téléfilm est « un drame captivant et plein de suspense ».
Le magazine Télé-Loisirs est très positif : « Inspiré de faits réels, ce téléfilm porté par Hélène de Fougerolles et Soufiane Guerrab nous emmène dans les Cévennes, au milieu de magnifiques paysages. Un drame captivant et plein de suspense ».